# Kaliwuluh (Kebakkramat)
Kaliwuluh is een bestuurslaag in het regentschap Karanganyar van de provincie Midden-Java, Indonesië. Kaliwuluh telt 7574 inwoners (volkstelling 2010).